# Józef Kantor
Józef Kantor (ur. 25 czerwca 1870 w Czarnym Dunajcu, zm. 4 października 1920 w Krakowie) – polski nauczyciel, etnograf, znawca gwary podhalańskiej.
Był synem Wawrzyńca Kantora, rolnika. Uczył się w Gimnazjum św. Anny w Krakowie, w gimnazjum Nowym Sączu, w III Gimnazjum w Krakowie i ponownie w Gimnazjum św. Anny. W latach 1892–1898 studiował na Wydziale Filozoficznym Uniwersytetu Jagiellońskiego. W 1910 roku przygotował pracę doktorską Ksiądz Marek w dziełach J. Słowackiego i A. Mickiewicza, która doczekała się druzgocącej opinii ze strony recenzentów. Pracował jako nauczyciel w szkołach średnich w Nowym Sączu, Jarosławiu i Krakowie. W 1907 roku opublikował monografię etnograficzną Czarny Dunajec, jedyną tego typu publikację z Podhala.

## Publikacje (z katalogu Biblioteki Narodowej)
- Czarny Dunajec : monografia etnograficzna (1907)
- Ksiądz Marek w dziełach J. Słowackiego i A. Mickiewicza (1909)
- Tatry w poezyi polskiej (1909)
- Rebelja chochołowska w r. 1846 (1912)
- Wskazania wychowawcze Ks. Piotra Skargi T.J. na tle współczesnej epoki (1913)
- Zwyczaje świąt Bożego Narodzenia i Wielkiej Nocy w okolicy Jarosławia (1913)
- Pieśń i muzyka ludowa Orawy, Podhala i Spisza (1920)